# 條紋鮈脂䲁
條紋鮈脂䲁（學名：Gobioclinus filamentosus），為輻鰭魚綱䲁形目脂䲁科鮈脂䲁屬的一個種，分布於西中大西洋巴哈馬南部、伊斯帕尼奧拉島與維京群島至委內瑞拉海域，深度12至35公尺，本魚體壯、頭寬，吻鈍尖，眼大，每眼上方的捲鬚呈肉質片狀，頸背兩側各有2條或更多捲鬚，口大，略斜，牙齒位於口腔頂部兩側，側線鱗65-66片，體淺棕褐色至中褐色，體具4條不規則的深褐色橫帶，其寬度與側線間隙等寬，並延伸至背鰭內側2/3處，鰓蓋上具一個大的藍黑色、白邊眼斑，大部分胸鰭呈白色。雄魚背鰭前部凸起，有一個大的棕黃色條紋狀大斑，後部逐漸褪色為白色，背鰭棘絲為白色，背鰭後半部外緣有黃橙色斑點，鰓蓋眼下部有一條白色至黃色的細橫帶；雌魚背鰭前部凸起，呈灰色，棘上有成排的棕色圓點，其餘鰭在白色的背景上有棕色條紋和圓點，背鰭硬棘21枚、背鰭軟條12枚、臀鰭硬棘2枚、臀鰭軟條22枚，體長可達12公分，棲息在海藻生長茂密的礁石區，雌魚產附著性卵，雄魚會守護卵，幼魚為浮游性，可做為觀賞魚。